# Irena Káňová
Irena Káňová též Irena Kaňová (5. dubna 1893 Banská Štiavnica – 8. dubna 1965 Banská Štiavnica) byla slovenská a československá politička a poslankyně Revolučního národního shromáždění za Československou sociálně demokratickou stranu dělnickou. Později členka Komunistické strany Československa.

## Biografie
Pocházela z Banské Štiavnice. Od roku 1914 pracovala jako dělnice v tabákové továrně. Od roku 1917 byla členkou sociální demokracie.
V letech 1919-1920 zasedala v Revolučním národním shromáždění za Československou sociálně demokratickou stranu dělnickou. Nastoupila sem na 95. schůzi v prosinci 1919. Podle údajů z té doby byla profesí dělnicí. Byla nejmladším členem Revolučního národního shromáždění.
V roce 1921 přešla do nově založené KSČ. Angažovala se v ženském komunistickém hnutí a organizovala stávky. Za druhé světové války byla aktivní v odboji. Po válce působila v Slovenském svazu žen a v KSČ.